# Vuia Beag
Pour les articles homonymes, voir Vuia.
Vuia Beag est une île du Royaume-Uni située en Écosse.